# リモート (漫画)
『リモート』（REMOTE）は、原作：天樹征丸・画：こしばてつやによる日本の青年漫画。『週刊ヤングマガジン』（講談社）で2002年9号から2004年28号まで連載された。単行本は全10巻（講談社ヤンマガKCスペシャル）。
連載と並行してテレビドラマ化され、日本テレビ系列の『土曜ドラマ』枠で2002年10月から12月にかけて放送された。脚本には漫画版原作者の天樹征丸が参加している（樹林伸名義）。

## ストーリー
警視庁捜査一課所属の「A級未決事件捜査特別室」（A別館）。そこは、殺人鬼スネイルに恋人を殺されたことを機に引きこもりになってしまった東大卒の天才、氷室光三郎警視の有能さを考慮して、彼の自宅地下に設けられていた難事件専門の部署である。
氷室は外に出ることなく、寿退社を間近にしたドジでおバカな女性警察官彩木くるみを携帯電話で手足のように使い、リモート操作のごとく事件を解決していく。

## 登場人物
彩木 くるみ（あやき くるみ）
交通課の婦警。身長は158cm。伸吾との結婚のため退職する予定だったが、A別館に配属され、携帯を通じ氷室の指示に従い、事件解決に奔走する。彼から出される様々な指示とそれに伴う困難を切り抜ける内に氷室の過去とスネイルとの間にある真実を知ることになる。氷室に好意を寄せていき、最終的に伸吾との婚約を破棄するような形で氷室につき従う。
なお連載開始号ではヤンマガでは珍しく、グラビアアイドルではなくくるみが表紙を飾っている。
氷室 光三郎（ひむろ こうざぶろう）
東大卒の天才刑事だったが、スネイルに恋人を殺されたことを機に引きこもりになってしまう。彼の優秀さを惜しんだ警視庁が彼のために作ったA別館でくるみに指示を出す。表にこそ出さないが、くるみのことを密かに心配し、次第に好意を寄せる。
上島 伸吾（うえしま しんご）
くるみの婚約者。路上駐車をしていたところ、くるみにレッカー移動されたことをきっかけにして、くるみと付き合い始め、婚約に至る。結婚間近、くるみをホテルに誘ったが、あと一歩のところでくるみに氷室からの指令が入り好機を逃した。最終回でめでたく結婚したかと思われたが、式の途中で逃げられてしまう。「そげな〜」が口癖。
ボブ・加藤（ボブ・かとう）
事件解決をアシストする氷室の知人、日系二世で巨漢。
太田黒祐介
刑事課警部、くるみの上司。
千曲川元彦
太田黒よりかなり年上の部下。
八戸一郎
太田黒の部下。
スネイル
氷室の恋人を殺し、彼を引きこもりにした真犯人。手の甲にカタツムリの刺青があるため、「スネイル」と呼ばれている。
最終回直前に全てが明かされ、その正体は氷室の恋人の「妹」。殺した動機は同じ人物を想っていたが故の嫉妬によるものだった。

## テレビドラマ
2002年10月12日から12月14日まで日本テレビ系列の『土曜ドラマ』枠で放送された。全10話。主演は深田恭子。
第35回ザテレビジョンドラマアカデミー賞で堂本が助演男優賞、「solitude 〜真実のサヨナラ〜」が主題歌賞深田恭子がベストドレッサー賞
、第6回日刊スポーツ・ドラマグランプリで堂本が助演男優賞を受賞した。

### キャスト
- 彩木くるみ：深田恭子
- ボブ・加藤：KONISHIKI
- 太田黒祐介：名倉潤（ネプチューン）
- 八戸一郎：大倉孝二
- 上島伸吾：玉木宏
- 千曲川元彦：伊武雅刀
- 交通課課長：鈴木ヒロミツ
- 三浦ジュン：植松真美
- 神崎薫：井上佳子
- 氷室光三郎：堂本光一（KinKi Kids）

### ゲスト
- ウエイター・山崎：山崎一（1、2話）
- パソコン男：村杉蝉之介（1、2話）
- 絵馬和夫：鶴見辰吾（3、4話）
- 沢村圭輔：EITA（3、4話）
- 中川茜：蒼井優（3、4話）
- 生徒役：六車勇輝（3、4話）
- 村西洋介：南雲勇助（5話）
- 立石惣一郎：高杉亘（5、6話）
- 辺見龍：川瀬陽太（5、6話）
- 遠藤京花：小池栄子（5、6話）
- 海原満夫：徳井優（6話）
- 海原美枝子：宍戸美和公（6話）
- 武藤五郎：加賀谷純一（6話）
- 若菜すず：木内晶子（6話）
- 不動真一：脇知弘（6話）
- マイコ・ ジャクソン刑事：梅宮アンナ（7話）
- ゴウ・藤堂刑事：マイケル富岡（7話）
- 千曲川花蓮：松本莉緒（8話）
- 美濃輪マサミ：前田健（8話）
- 穴吹宗郎：高松英郎（8話）
- 榊直美：酒井美紀（3、4、9、10話）
- 榊由香：木村佳乃（9、10話）

### スタッフ
- 原作：天樹征丸
- 脚本：樹林伸、坂元裕二
- 演出：佐藤東弥、高橋直治、猪股隆一
- 音楽：中西俊博
- 主題歌：「solitude 〜真実のサヨナラ〜」KinKi Kids（ジャニーズ・エンタテイメント）
- サウンドデザイン：志田博英
- チーフプロデューサー：井上健
- プロデューサー：櫨山裕子・内山雅博
- 制作協力：オフィスクレッシェンド

### 放送日程
| 各話                                                       | 放送日   | サブタイトル                                                              | 脚本     | 演出     | 視聴率 |
| ---------------------------------------------------------- | -------- | ------------------------------------------------------------------------- | -------- | -------- | ------ |
| 第1話                                                      | 10月12日 | 寿退職の平凡婦警が天才警視にスカウトされ… 難事件をリモート捜査で解決せよ! | 樹林伸   | 佐藤東弥 | 12.3%  |
| 第2話                                                      | 10月19日 | ピエロ殺人事件完結・人の命はリセットできない! くるみの勇気                | 樹林伸   | 佐藤東弥 | 13.9%  |
| 第3話                                                      | 10月26日 | 飛び散るブルマ大爆発!? 狙われた学園にセーラー服で潜入捜査                 | 坂元裕二 | 佐藤東弥 | 12.3%  |
| 第4話                                                      | 11月02日 | サバイバルゲーム完結・爆弾犯と悲しい遺書の真相                            | 坂元裕二 | 佐藤東弥 | 11.0%  |
| 第5話                                                      | 11月09日 | 強盗団潜入・捜査に心は必要ない? 初めての裏切り                            | 坂元裕二 | 高橋直治 | 9.8%   |
| 第6話                                                      | 11月16日 | ボディーガード・封印された悲しい想い出と心の傷                            | 樹林伸   | 佐藤東弥 | 9.5%   |
| 第7話                                                      | 11月23日 | 狙撃犯ボブを逮捕せよ! 友を救う最後の弾                                    | 樹林伸   | 猪股隆一 | 9.2%   |
| 第8話                                                      | 11月30日 | 殺人鬼ハングリーマン・親不孝娘にダメ親父の意地                            | 坂元裕二 | 佐藤東弥 | 9.4%   |
| 第9話                                                      | 12月07日 | 謎の誘拐犯…一年前の悲劇再び氷室警視痛恨の告白                             | 樹林伸   | 佐藤東弥 | 8.7%   |
| 最終話                                                     | 12月14日 | 失われた10分間の記憶…恋人の最期の言葉が甦る                               | 樹林伸   | 佐藤東弥 | 10.9%  |
| 平均視聴率10.7% （視聴率は関東地区・ビデオリサーチ社調べ） |          |                                                                           |          |          |        |

### 漫画版・テレビドラマ版の主な違い
- 「A級未決事件捜査特別室」：漫画版は洋館、テレビドラマ版は日本風。
- 彩木の異動のいきさつ：漫画版では生活のために彩木から志願した。テレビドラマ版では辞職者が相次ぐA別館に有能な人材は送れないと考えた通常の捜査班が、無能な警官として彩木を選ぶ。

### 関連商品
- リモート DVD-BOX（2003年3月19日発売）